# Вильяфуэрте, Эдвин
Эдвин Вильяфуэрте (полностью — Эдвин Альберто Вильяфуэрте Послигуа исп. Edwin Alberto Villafuerte Posligua; род. 12 марта 1979 в Гуаякиле) — эквадорский футболист, выступавший на позиции вратаря.

## Клубная карьера
Эдвин Вильяфуэрте, будучи голкипером эквадорской «Барселоны» из Гуаякиля, заменял в основе Хосе Севальоса. Для того, чтобы получать больше игровой практики, Вильяфуэрте перебрался в эквадорский «Депортиво» из Кито в январе 2006 года.

## Международная карьера
Будучи подростком, Вильяфуэрте был включён в состав сборной Эквадора на домашнем для неё чемпионате мира среди юношеских команд 1995. На этом турнире он сохранил в неприкосновенности свои ворота в матчах со сборными США и Японии.
С Вильяфуэрте в воротах сборная Эквадора побеждала сборные Бразилии и Аргентины в домашних матчах отборочного турнира к чемпионату мира 2006. Вильяфуэрте в обоих матчах не пропустил.
Вильяфуэрте попал в состав сборной Эквадора на чемпионате мира 2006 года. Однако несмотря на свой первый номер в команде, Вильяфуэрте на этом турнире не провёл ни одной минуты во всех 4-х играх Эквадора. После окончания чемпионата главный тренер сборной Луис Фернандо Суарес и вовсе перестал приглашать в неё Вильяфуэрте. Тем не менее, он вызывался в сборную Эквадора в матчах отборочного турнира чемпионата мира 2010 года против сборных Парагвая и Перу.